# 遊川和郎
遊川 和郎（ゆかわ かずお、1959年 - ）は、中国学者、亜細亜大学教授。
広島県生まれ。1984年東京外国語大学中国語科卒。1981－83年上海復旦大学留学。日立製作所、外務省専門調査員（在香港総領事館）、日興リサーチセンター上海駐在員事務所長を経て、1998年北海道大学言語文化部助教授。2001－03年外務省専門調査員（在中国大使館）。2007年北海道大学メディア・コミュニケーション研究院准教授、2011年教授、2012年亜細亜大学教授。

## 著書
- 『中国を知る ビジネスのための新しい常識』日本経済新聞出版社 日経文庫 2007
- 『強欲社会主義 中国・全球化の功罪』小学館101新書 2009
- 『中国を知る 巨大経済の読み解き方』第2版 日本経済新聞出版社 日経文庫 2011
- 『香港 返還20年の相克』日本経済新聞出版社 日経文庫 2011

### 共編著
- 『現代中国を知るための60章』第2版 高井潔司共編著 明石書店 エリア・スタディーズ 2003
- 『現代中国を知るための50章』第3版 高井潔司,藤野彰共編著 明石書店 エリア・スタディーズ 2008
- 『不透明さ増す国際情勢と新政権の課題』秋田浩之,平井久志,奥田聡,宮家邦彦共著 亜細亜大学アジア研究所 アジア研究所叢書 2014

## 参考
- [ISBN　978-4-532-11232-5]
- 亜細亜大学